# 深凹杯傘
深凹杯傘（學名：Clitocybe gibba）是一種擔子菌門真菌，隸屬於伞菌属。這種真菌分布於北半球地區，為口蘑科植物，也是偶見木棲腐生野菇之一種。該種菌蓋類似杯子的菌素生長於夏天與秋天的低中海拔林區，數天生，肉質稍脆，菌蓋寬5–10厘米，全株可食。

## 分類
深凹杯傘最早是由南非真菌學家克里斯蒂安·亨德里克·珀森於1801年描述的，其學名為深凹傘菌（Agaricus gibbus）。後來，德國真菌學家保羅·庫默爾於1871年將其學名改為現名。其學名中的源自拉丁文，意思是「深深地凹陷」，指的是其漏斗狀菌蓋。

## 描述

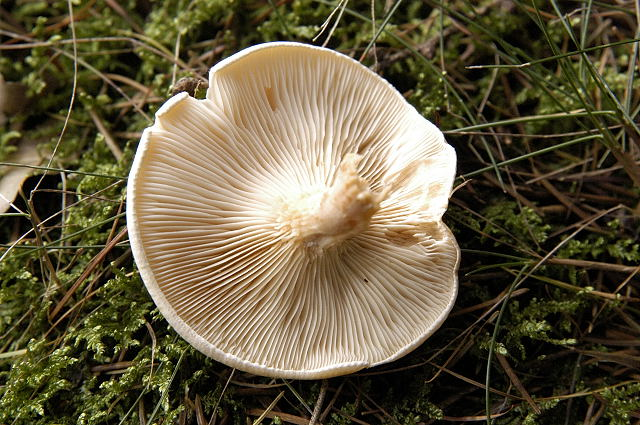
深凹杯傘的菌褶

深凹杯傘的菌蓋直徑約為3–8厘米，呈粉紅色、淺黃色成赭色，但隨著年齡增加會逐漸淡化。呈漏斗狀或扁平狀，且邊緣呈波浪狀，觸感乾燥柔滑。其菌柄高3–8厘米，厚0.5–1厘米，呈淡淺黃色，穩固，且底部稍為腫脹。其菌褶之間的間距不大，呈白色。其子實層是自基部沿蕈柄向下生長的。其菌肉呈白色或淺黃色，並有著淡淡的香甜氣味。其孢子印呈白色。其擔孢子的大小為6–7 x 3.5–4.5微米。

## 分佈及生境
深凹杯傘廣泛地分佈於歐洲、北美洲和亞洲，並且通常會在夏天到深秋期間出現。這種真菌是透過木棲腐生的方式攝取營養，並多在落葉林或荒地上的腐木上生長，尤以橡樹為最。也有紀錄顯示這種真菌在針葉樹下生長。這種真菌非常常見，並且會以單獨、散居或群居的形式出現。

## 可食性
深凹杯傘並沒有任何有毒成份，因此是可供食用的。儘管這種真菌有著淡淡的香甜氣味，但其菌肉的味道過淡，因此不被人們視為一種美味的食物，亦較少被用作食材。